# Mary Kuria
Mary Wangari Kuria (* 29. November 1987) ist eine kenianische Mittelstreckenläuferin, die sich auf den 1500-Meter-Lauf spezialisiert hat.

## Sportliche Laufbahn
Erste internationale Erfahrungen sammelte Mary Kuria bei den Afrikameisterschaften 2012 in Porto-Novo, bei denen sie in 4:06,22 min die Silbermedaille hinter der Marokkanerin Rababe Arafi gewann. 2018 nahm sie erstmals an den Commonwealth Games im australischen Gold Coast teil und belegte dort in 4:05,88 min den neunten Platz. Im August wurde sie bei den Afrikameisterschaften in Asaba in 4:17,70 min Siebte. Im Jahr darauf gewann sie bei den Afrikaspielen in Rabat in 4:20,19 min die Silbermedaille hinter ihrer Landsfrau Quailyne Jebiwott Kiprop.

## Persönliche Bestzeiten
- 800 Meter: 2:00,80 min, 6. Juli 2018 in Guadalajara
- 1500 Meter: 4:03,18 min, 4. September 2012 in Rovereto
- Meile: 4:29,82 min, 2. Juli 2018 in Székesfehérvár
- 3000 Meter: 8:49,16 min, 3. Mai 2019 in Doha